# Alles unter dem Himmel gehört allen
Alles unter dem Himmel gehört allen ist der deutsche Titel einer Ausstellung zeitgenössischer chinesischer Kunst im öffentlichen Raum. Sie fand vom 2. Oktober 2012 bis zum 18. Februar 2013 in Kassel statt. An 20 innerstädtischen Orten wurden die Arbeiten chinesischer Künstler gezeigt. Die Skulpturen und Installationen sind ein Beitrag zu CHINAH, dem chinesischen Kulturjahr in Deutschland 2012.
Nach Angaben der Veranstalter handelte es sich um die „bisher größte Übersee-Ausstellung chinesischer Kunst im öffentlichen Raum und zugleich die größte Kunstausstellung, die im Rahmen des Chinesischen Kulturjahrs in Deutschland 2012 stattfindet.“
Die Veranstalter sahen „ein Kaleidoskop der zeitgenössischen chinesischen Kunst“, das dezidiert Bezug zur documenta-Stadt Kassel und ihrer Geschichte aufnimmt und schrieben: 
„Die Kunstwerke der chinesischen Künstler entstehen nicht nur aus der Reflexion von Stadt und Stadtgeschichte, sie treten auch in einen Dialog mit ihrem Betrachter und den in der Stadt präsenten documenta-Kunstwerken. Einige Kunstwerke vereinen inhaltlich und formal Tradition und Moderne der östlichen und westlichen Welten in sich, andere thematisieren indirekt die Wunden des Krieges in Kassel, regen zum Nachdenken über ökologische Nachhaltigkeit an oder setzen sich mit ihrem kulturgeschichtlichen Kontext auseinander [...].“
Der Ausdruck „(Alles) unter dem Himmel“ findet sich mehrdeutig in der chinesischen Alltagssprache und verweist auf eine geschichtlich gewachsene Vorstellung in unterschiedlichen Themenbereichen, vgl. Tianxia.

## Veranstalter, Kuratoren und Sponsoren
Veranstalter waren das National Art Museum of China (NAMOC), die Central Academy of Fine Arts (CAFA) und die Freie Universität Berlin (FU) in Kooperation mit der Stadt Kassel, dem Oberbürgermeister und Magistrat.
Die Kuratoren der Ausstellung sind:
- FAN Di’An, Direktor des NAMOC, Peking
- YU Ding, CAFA, Peking
- Klaus Siebenhaar, Direktor des Instituts für Kultur- und Medienmanagement (IKM), FU Berlin

Die Ausstellung wurde von der China Construction Bank (CCB), einer der größten Banken in der Volksrepublik China, mit rund 1,6 Millionen Euro finanziert.

## Künstler und Standorte
| Ort                           | Künstler      | Titel der Arbeit                |
| ----------------------------- | ------------- | ------------------------------- |
| Graben                        | ZHANG Jin     | Orientalische Landschaft        |
| Königsplatz                   | MIAO Xiaochun | Neu beginnen                    |
| Treppenstraße                 | CHEN Zhiguang | Zeitalter der Migration         |
| Treppenstraße                 | BI Heng       | Guan Gong                       |
| Treppenstraße                 | ZHANG Wang    | Fallender Stein                 |
| Opernplatz                    | WANG Mai      | Wetterstation                   |
| Opernplatz                    | CHI Peng      | Traumserie                      |
| Friedrichsplatz               | XIANG Yang    | Ultrastruktur: Garten der Seele |
| Platz vor dem Rahmenbau       | GUAN Huaibin  | Garten der Erlösung             |
| Spitzhacke                    | LIU Liyun     | Federhalter-Berg                |
| Prinzessgarten                | CHEN Wenling  | Chinesische Landschaft          |
| Karlsaue (Wassergraben)       | XU Junjie     | Ich suche nach dir              |
| Karlsaue                      | DING Yi       | Ruyi                            |
| Wiese neben der Neuen Galerie | ZHU Pei       | Yi-Garten                       |
| Neue Galerie                  | MOU Baiyan    | Fix                             |
| Frühstückstempel              | SHI Jinsong   | Mein Garten                     |
| Friedrichsplatz               | XU Jiang      | Sun Flower                      |
| Weinberg                      | WU Daxin      | Prächtige Tage                  |
| Weinberg                      | WU Jian’an    | Tanz von Xingtian               |
| Rathaus                       | CHEN Zhiguang | Chinesische Löwen               |